# گایا (هند)
شهر گایا (به انگلیسی: Gaya) با جمعیت ۴۷۰٫۳۹۶ نفر در ایالت بیهار در کشور هند واقع شده‌است.